# Мацубара, Мики
Мики Мацубара (яп. 松原 みき Мацубара Мики, 28 ноября 1959; Сакаи, Осака, Япония — 7 октября 2004; там же) — японская певица, автор песен и композитор.

## Биография
Мики Мацубара родилась 28 ноября 1959 года в городе Кисивада (Осака, Япония).
Её мать была джазовой певицей, благодаря чему Мики рано начала играть на пианино (с трёх лет) и познакомилась с джазовой музыкой. В старшей школе Мацубара стала интересоваться рок-музыкой и участвовала в нескольких рок-группах, выступавших в Киото. В 1977 году Мики отправилась в Токио пробовать себя в качестве соло-исполнительницы.
Профессиональная музыкальная карьера Мацубары началась с прорывного хита 1979 года «Mayonaka no Door (Stay With Me)» Песня заняла 28 строчку национального чарта Oricon Singles Chart со свыше 400 тыс. проданных копий сингла. Другими известными песнями исполнительницами стали «Neat na gogo san-ji (яп. ニートな午後3時)» и «The Winner». Она получила ряд наград в номинации «Лучший дебют».
За свою карьеру выпустила 8 синглов и 12 альбомов. Начиная с 1990-х годов Мацубара занималась преимущественно созданием музыки для аниме и рекламы. Кроме того, она сотрудничала с американской джаз-фьюжн-группой Dr. Strut, которая участвовала в записи её пластинки -Cupid- и выпустила с ней джазовый кавер-альбом BLUE EYES.
В конце 2000 года Мацубара отправила родным, коллегам и своему лейблу электронное письмо, в котором она объявила, что больше не сможет продолжать музыкальную карьеру. Она прекратила всяческую активность и исчезла в медийном пространстве. В 2001 году Мацубаре диагностировали злокачественную опухоль и начали лечение. В течение четырёх лет она боролась с болезнью, однако 7 октября 2004 года она скончалась от осложнений рака шейки матки в возрасте 44 лет.

## Дискография

### Синглы
- «Mayonaka no Door (Stay With Me)» (真夜中のドア～Stay With Me) (1979)
- «Ai wa Energy» (愛はエネルギー) (1979)
- «Hello Today» (ハロー・トゥデイ～Hello Today) (1980)
- «Aitsu no Brown Shoes» (あいつのブラウンシューズ) (1980)
- «Neat na Gogo Sanji» (ニートな午後3時) (1981)
- «Shiawase ni Bonsoir / Bonsoir L’amour» (倖せにボンソワール Bonsoir L’amour) (1981)
- «Jazzy Night» (1981)
- «SEE-SAW LOVE» (1982)
- «Yogen» (予言) (1982)
- «Paradise Beach (Sophie no Theme)» (Paradise Beach（ソフィーのテーマ）) (1983)
- «Sweet Surrender» (Sweet サレンダー) (1983)
- «Knock, Knock, My Heart» (1984)
- «Koisuru Season ~Irokoi koi~» (恋するセゾン ～色恋来い～) (1985)
- «SAFARI EYES» (サファリ アイズ SAFARI EYES) (1987)
- «IN THE ROOM» (1988)
- «THE WINNER» (1991)

### Студийные альбомы
- POCKET PARK (1980)
- Who are you? (1980)
- -Cupid- (1981)
- Myself (1982)
- Aya (彩) (1982)
- REVUE (1983)
- Cool Cut (1984)
- LADY BOUNCE (1985)
- WiNK (1988)

### Сборники
- Paradise Beach (1983)
- Matsubara Miki Best Selection (松原みき ベストセレクション) (1985)
- Matsubara Miki Super Best (松原みき スーパーベスト) (1986)
- Anthology Matsubara Miki BEST (Anthology 松原みき BEST) (2002)
- Matsubara Miki Best Collection (松原みき ベスト・コレクション) (2008)
- Golden ☆ Best Matsubara Miki (ゴールデン☆ベスト 松原みき) (2011)
- The Premium Best Matsubara Miki (ザ・プレミアムベスト 松原みき) (2013)
- Light Mellow Matsubara Miki (Light Mellow 松原みき) (2014)
- Platinum Best Matsubara Miki (プラチナムベスト 松原みき) (2017)

### Кавер-альбом
- BLUE EYES (1984)